# Клајнриндерфелд
Клајнриндерфелд (њем. Kleinrinderfeld) општина је у њемачкој савезној држави Баварска. Једно је од 52 општинска средишта округа Вирцбург. Према процјени из 2010. у општини је живјело 2.130 становника. Посједује регионалну шифру (AGS) 9679155.

## Географски и демографски подаци
Клајнриндерфелд се налази у савезној држави Баварска у округу Вирцбург. Општина се налази на надморској висини од 311 метара. Површина општине износи 7,7 km². У самом мјесту је, према процјени из 2010. године, живјело 2.130 становника. Просјечна густина становништва износи 275 становника/km².

## Међународна сарадња
| Мјесто | Држава    | Врста сарадње | Од    |
| ------ | --------- | ------------- | ----- |
| Колвил | Француска | партнерство   | 1995. |
| Извор  |           |               |       |